# جيكوب فارجاس
جيكوب فارجاس (بالإنجليزية: Jacob Vargas )‏ (و. 1971  م) هو ممثل تلفزي، وممثل أفلام، ومؤدي أصوات، ومنتج أفلام مكسيكي، ولد في ميتشواكان، بدأ مشواره المهني سنة 1986.

## وصلات خارجية
- جيكوب فارجاس على موقع IMDb (الإنجليزية)
- جيكوب فارجاس على موقع ألو سيني (الفرنسية)
- جيكوب فارجاس على موقع أول موفي (الإنجليزية)
- جيكوب فارجاس على موقع قاعدة بيانات الأفلام السويدية (السويدية)
- جيكوب فارجاس على موقع إن إن دي بي (الإنجليزية)
- جيكوب فارجاس على موقع قاعدة بيانات الفيلم (الإنجليزية)
- جيكوب فارجاس على موقع كينوبويسك (الروسية)